# سليمان بن حرب
سليمان بن حرب بن بجيل أبو أيوب الواشحي الزهراني الأزدي البصري، هو أحد رواة الحديث وقاضي مكة، إمام وثقة وحافظ من حفاظ الحديث، ولد سنة 140 هـ، بدأت حفظ ودراستة الحديث سنة 158 هـ، وتولى قضاء مكة سنة 214 هـ وقضى فيها خمس سنين.

## نسبه
سليمان ابن حرب بن بجيل أبو أيوب الواشحي الزهراني ينسب إلى: واشح بن الحارث بن عبد الله بن بكر بن يشكر بن مبشر بن صعب بن دهمان بن نصر بن زهران.

## شيوخه
روى سليمان بن حرب ودرس الحديث عن مجموعة من رواة الحديث في عصره ومنهم : شعبة بن عياش، وحوشب بن عقيل، والأسود بن شيبان، ويزيد بن إبراهيم، ومبارك بن فضالة، وحماد بن سلمة، وبسطام بن حريث، والسري بن يحيى، وجرير بن حازم، وسليمان بن المغيرة، وسلام بن أبي مطيع، ومحمد بن طلحة بن مصرف ملازم بن عمرو وغيرهم.

## طلابه
روى عن سليمان بن حرب عدد من مصنفي ورواة الحديث ومنهم : البخاري، وأبو داود، والحميدي، وعمرو بن علي الفلاس، ويحيى بن موسى خت، ومحمد بن يحيى الذهلي، والحسن بن علي الخلال، وحجاج بن الشاعر، وأحمد بن سعيد الدارمي، وعباس الدوري، وعبد بن حميد، والدارمي، وأبو زرعة، ومحمد بن الضريس، وأبو مسلم الكجي، وأبو خليفة، وخليفة كثير، ويحيى بن سعيد القطان، وأحمد بن حنبل.

## ثناء العلماء عليه
قال أبو حاتم الرازي: سليمان بن حرب إمام من الأئمة، كان لا يدلِس، ويتكلم في الرجال، وفي الفقه وليس بدون عفان، ولعله أكبر منه، وقد ظهر له نحو من عشرة آلاف حديث، وما رأيت في يده كتابا قط، وهو أحب إلى من أبي سلمة التبوذكي في حماد بن سلمة وفي كل شيء، ولقد حضرت مجلس سليمان بن حرب ببغداد، فحزروا من حضر مجلسه أربعين ألف رجل، وكان مجلسه عند قصر المأمون، فبنى له شبه منبر، فصعد سليمان، وحضر حوله جماعة من القواد عليهم السواد، والمأمون فوق قصره، وقد فتح باب القصر، وقد أرسل ستر شف وهو خلفه، وكتب ما يملي، فسئل سليمان أول شيء حديث حوشب بن عقيل، فلعله قد قال حدثنا حوشب بن عقيل أكثر من عشر مرات، وهم يقولون : لا نسمع، فقام مستمل ومستمليان وثلاثة، كل ذلك يقولون لا نسمع، حتى قالوا ليس الرأي إلا أن يحضر هارون المستملي، فلما حضر قال : من ذكرت ؟ فإذا صوته خلاف الرعد، فسكتوا، وقعد المستملون كلهم، فاستملى هارون، وكان لا يسأل عن حديث إلا حدث من حفظه. وسئل عن حديث فتح مكة، فحدثنا به من حفظه، فقمنا فأتينا عفان، فقال ما حدثكم أبو أيوب، فإذا هو يعظمه.
وقال يعقوب الفسوي: سمعت سليمان بن حرب يقول : طلبت الحديث سنة ثمان وخمسين ومائة، واختلفت إلى شعبة، فلما مات جالست حماد بن زيد تسع عشرة سنة حتى مات، وأعقل موت ابن عون، وكنت لا أكتب عن حماد بن زيد حديث ابن عون، كت أقول : رجل قد أدركت موته، ثم إني كتبته بعد. وقال الخطيب البغدادي : ولي سليمان قضاء مكة سنة أربع عشرة ومائتين، ثم عزل سنة تسع عشرة ومائتين، أنبأنا ابن علان وطائفة سمعوا أبا اليمن الكندي، أخبرنا القزاز، أخبرنا الخطيب، أخبرنا البرقاني، حدثنا الحسين بن علي التميمي، حدثنا أبو عوانة الإسفراييني، حدثنا أحمد بن محمد بن أبي بكر المقدمي، سمعت علي بن المديني سنة عشرين ومائتين، وقد ذكر له سليمان بن حرب، فجعل يكثره، فقال : حدثنا يحيى بن سعيد، حدثنا سليمان بن حرب، عن حماد بن زيد، قال : ما أخاف على أيوب وابن عون إلا الحديث.

## وفاته
بعد أن ولي سليمان بن حرب قضاء مكة سنة أربع عشرة ومائتين، واستمر فيها مدة خمس سنوات، ثم عزل سنة تسع عشرة ومائتين، وعاد بعدها إلى البصرة ومات فيها في ربيع الآخر سنة 224 هـ.